# Alan Belcher
John Alan Belcher (Jonesboro, Arkansas; 24 de abril de 1984) es un artista marcial mixto estadounidense que compitió en la categoría de peso medio en Ultimate Fighting Championship.

## Carrera en artes marciales mixtas

### Carrera temprana
Belcher hizo su debut profesional en julio de 2004 contra Tim Ellis en el Campeonato de Freestyle Fighting y donde ganó por nocaut técnico. Belcher acumuló 9 peleas en el año 2006, acumulando un notable récord de 8-1.

### Ultimate Fighting Championship
Belcher derrotó a Wilson Gouveia por nocaut técnico en la primera ronda el 12 de diciembre de 2009 en UFC 107. Durante la pelea, Belcher mostró una buena quijada y golpes precisos. El envite fue galardonado con la Pelea de la Noche. Belcher se colocó con tres premios de la noche de forma consecutiva en 2009.
Belcher derrotó a Patrick Côté el 8 de mayo de 2010 en UFC 113, Belcher finalizó a Côté por sumisión. Tras el evento Belcher recibió un extra de $65.000 por ganar el premio a la Sumisión de la Noche, ganando así su cuarto premio consecutivo.
El 17 de septiembre de 2011, Belcher derrotaría a Jason MacDonald en UFC Fight Night 25.
Belcher derrotó a Rousimar Palhares el 5 de mayo de 2012 en el evento UFC on Fox 3.
Tras acumular una racha de 4 victorias consecutivas, Belcher perdió ante Yushin Okami en UFC 155 y le corto su impresionante racha.
Belcher se espera enfrentar a Michael Bisping el 27 de abril de 2013 en UFC 159. Después de que fue golpeado por un codazo accidental en su ojo derecho en la tercera ronda. El árbitro Herb Dean tuvo que detener la pelea después de que los médicos inspeccionaran el ojo sangrado.

## Vida personal
Belcher y su esposa Ashlee tuvieron su primer hijo, una hija llamada Ava Elize el 18 de enero de 2010. Tiene una hermana menor llamada Kristin Mijanovic. Belcher jugó a fútbol, béisbol y baloncesto en la escuela de secundaria y luego pasó a jugar al béisbol para el colegio al que el asistió.

## Campeonatos y logros
- Ultimate Fighting Championship
  - Pelea de la Noche (Dos veces)
  - Sumisión de la Noche (Dos veces)

## Récord en artes marciales mixtas
| Récord profesional | Récord profesional | Récord profesional |
| 28 peleas          | 19 victorias       | 9 derrotas         |
| ------------------ | ------------------ | ------------------ |
| Nocaut             | 11                 | 3                  |
| Sumisión           | 5                  | 1                  |
| Decisión           | 3                  | 5                  |

| Resultado | Récord | Oponente          | Método                      | Evento                                   | Fecha                    | Ronda | Tiempo | Localización                  | Notas                 |
| --------- | ------ | ----------------- | --------------------------- | ---------------------------------------- | ------------------------ | ----- | ------ | ----------------------------- | --------------------- |
| Derrota   | 18–8   | Michael Bisping   | Decisión técnica (unánime)  | UFC 159                                  | 27 de abril de 2013      | 3     | 4:29   | Newark, Nueva Jersey          |                       |
| Derrota   | 18–7   | Yushin Okami      | Decisión (unánime)          | UFC 155                                  | 29 de diciembre de 2012  | 3     | 5:00   | Las Vegas, Nevada             |                       |
| Victoria  | 18–6   | Rousimar Palhares | TKO (golpes y codazos)      | UFC on Fox: Diaz vs. Miller              | 5 de mayo de 2012        | 1     | 4:18   | East Rutherford, Nueva Jersey |                       |
| Victoria  | 17–6   | Jason MacDonald   | Sumisión (golpes)           | UFC Fight Night: Shields vs. Ellenberger | 17 de septiembre de 2011 | 1     | 3:48   | Nueva Orleans, Louisiana      |                       |
| Victoria  | 16–6   | Patrick Côté      | Sumisión (rear-naked choke) | UFC 113                                  | 8 de mayo de 2010        | 2     | 3:25   | Montreal                      | Sumisión de la Noche. |
| Victoria  | 15–6   | Wilson Gouveia    | TKO (golpes)                | UFC 107                                  | 12 de diciembre de 2009  | 1     | 3:03   | Memphis, Tennessee            | Pelea de la Noche.    |
| Derrota   | 14–6   | Yoshihiro Akiyama | Decisión (dividida)         | UFC 100                                  | 11 de julio de 2009      | 3     | 5:00   | Las Vegas, Nevada             | Pelea de la Noche.    |
| Victoria  | 14–5   | Denis Kang        | Sumisión (guillotine choke) | UFC 93                                   | 17 de enero de 2009      | 2     | 4:36   | Dublín                        | Sumisión de la Noche. |
| Victoria  | 13–5   | Ed Herman         | Decisión (dividida)         | UFC Fight Night: Diaz vs. Neer           | 17 de septiembre de 2008 | 3     | 5:00   | Omaha, Nebraska               |                       |
| Derrota   | 12–5   | Jason Day         | TKO (golpes)                | UFC 83                                   | 19 de abril de 2008      | 1     | 3:58   | Montreal                      |                       |
| Victoria  | 12–4   | Kalib Starnes     | TKO (parada médica)         | UFC 77                                   | 20 de octubre de 2007    | 2     | 1:39   | Cincinnati, Ohio              |                       |
| Victoria  | 11–4   | Sean Salmon       | Sumisión (guillotine choke) | UFC 71                                   | 26 de mayo de 2007       | 1     | 0:53   | Las Vegas, Nevada             | Peso semipesado.      |
| Derrota   | 10–4   | Kendall Grove     | Sumisión (D'arce choke)     | UFC 69                                   | 7 de abril de 2007       | 2     | 4:42   | Houston, Texas                |                       |
| Victoria  | 10–3   | Jorge Santiago    | KO (patada a la cabeza)     | UFC Fight Night: Sánchez vs. Riggs       | 13 de diciembre de 2006  | 3     | 2:45   | San Diego, California         |                       |
| Derrota   | 9–3    | Yushin Okami      | Decisión (unánime)          | UFC 62                                   | 26 de agosto de 2006     | 3     | 5:00   | Las Vegas, Nevada             | UFC debut.            |
| Victoria  | 9–2    | Evert Fyeet       | Sumisión (toe hold)         | WEF: Orleans Arena                       | 10 de junio de 2006      | 1     | 2:04   | Las Vegas, Nevada             |                       |
| Victoria  | 8–2    | Buck Meredith     | Decisión (unánime)          | Raze MMA: Fight Night                    | 29 de abril de 2006      | 3     | 5:00   | San Diego, California         |                       |
| Victoria  | 7–2    | Marcus Sursa      | TKO (golpes)                | World Extreme Fighting                   | 1 de abril de 2006       | 1     | 3:48   | Las Vegas, Nevada             |                       |
| Victoria  | 6–2    | Ron Fields        | TKO (slam)                  | Titan Fighting Championship 1            | 11 de marzo de 2006      | 1     | 0:37   | Kansas City, Kansas           |                       |
| Victoria  | 5–2    | David Frank       | Sumisión (golpes)           | XFL: EK 19: Battle at the Brady 3        | 18 de febrero de 2006    | 2     | 1:37   | Tulsa, Oklahoma               |                       |
| Victoria  | 4–2    | Roger Kimes       | KO (golpes)                 | XFL: EK 19: Battle at the Brady 3        | 18 de febrero de 2006    | 1     | 1:35   | Tulsa, Oklahoma               |                       |
| Victoria  | 3–2    | Travis Fowler     | TKO (golpes)                | XFL: EK 19: Battle at the Brady 3        | 18 de febrero de 2006    | 1     | 1:01   | Tulsa, Oklahoma               |                       |
| Derrota   | 2–2    | Marvin Eastman    | Decisión (unánime)          | World Extreme Fighting 16                | 24 de septiembre de 2005 | 5     | 5:00   | Enid, Oklahoma                |                       |
| Derrota   | 2–1    | Edwin Aguilar     | TKO (golpes)                | WXF: X-Impact World Championships        | 9 de julio de 2005       | 1     | 4:01   | Corea del Sur                 |                       |
| Victoria  | 2–0    | Sergei Trovnikov  | Sumisión (armbar)           | WXF: X-Impact World Championships        | 9 de julio de 2005       | 1     | 3:37   | Corea del Sur                 |                       |
| Victoria  | 1–0    | Tim Ellis         | TKO (golpes)                | Freestyle Fighting Championships 10      | 24 de julio de 2004      | 1     | 1:49   | Tunica, Mississippi           |                       |